# Julius Precht

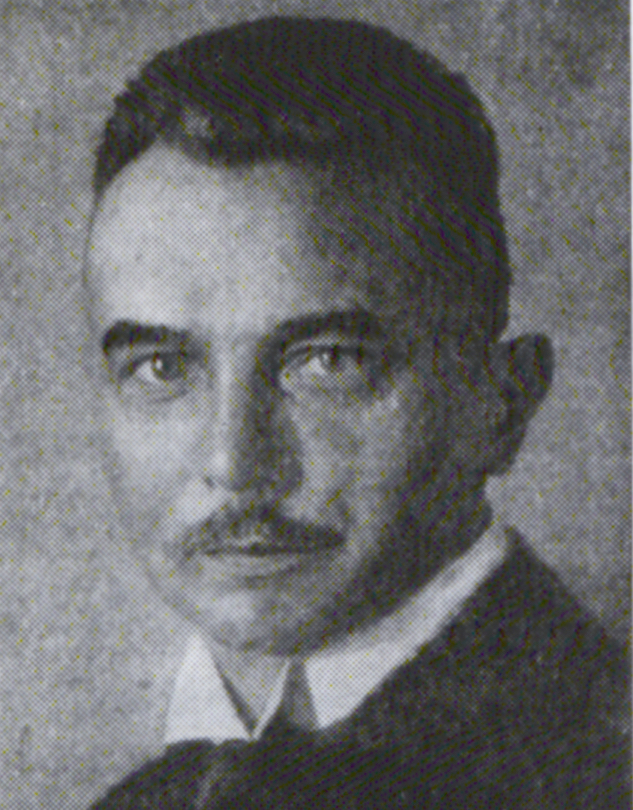
Julius Precht

Julius Precht (vollständiger Name: Karl Christian Julius Precht * 28. Juni 1871 in Bremen; † 9. Juli 1942 in Hannover) war ein deutscher Physiker und Hochschullehrer an der TH Hannover. 

## Leben

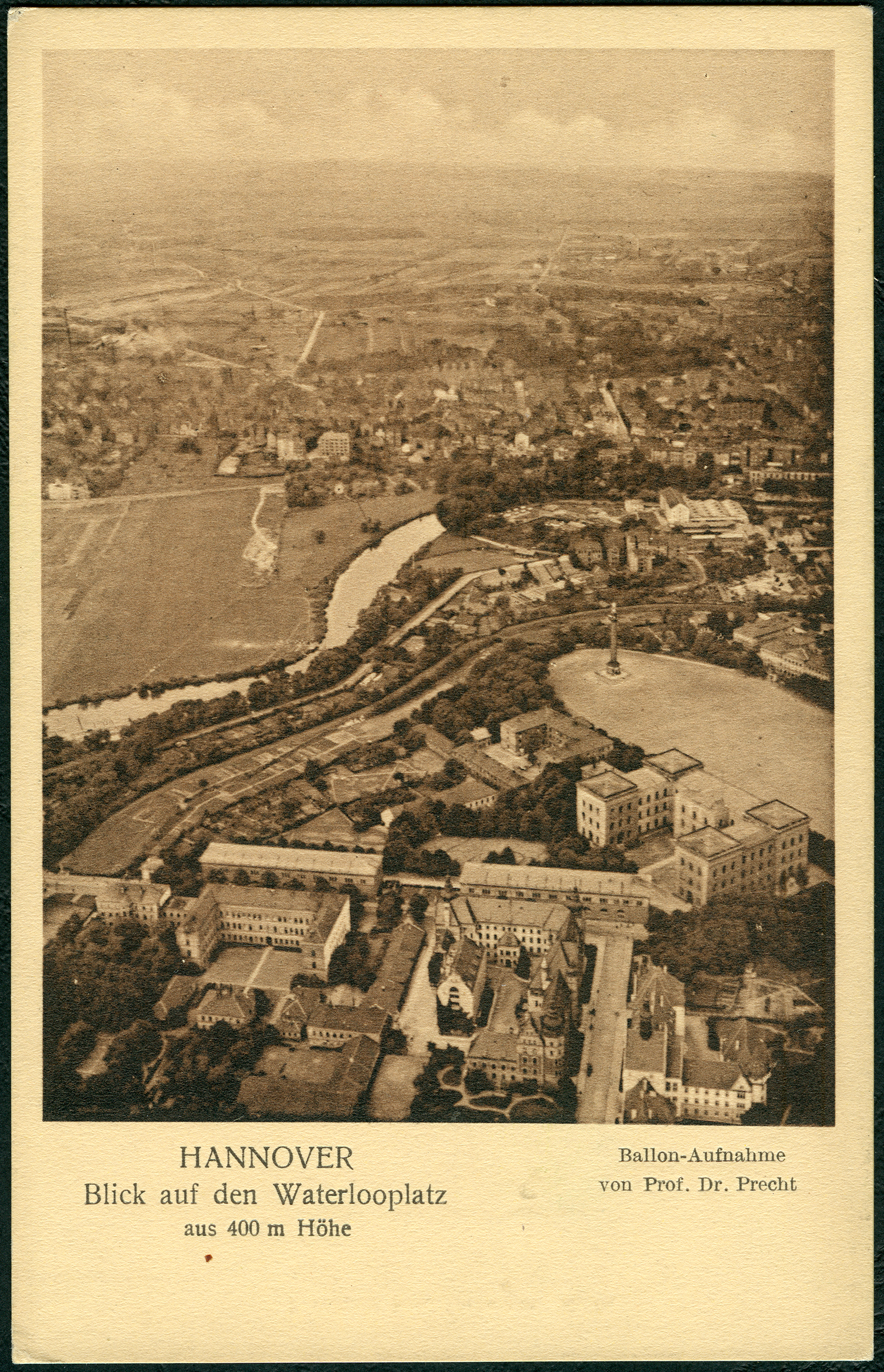
Luftbildfotografie (Ballonaufnahme) mit Blick auf den Waterlooplatz, die Polizeidirektion Hannover und den späteren Schützenplatz;
Ansichtskarte Nr. K 29 von F. Astholz jun., um 1910

Precht studierte in Heidelberg, Berlin und Bonn. Er promovierte 1893 an der Universität Bonn mit der Dissertation Magnetisches Verhalten elektrischer Entladungen in Luft von normalem Drucke und habilitierte sich 1897 an der Universität Heidelberg. Ab 1900 lehrte er dort als außerordentlicher Professor und wurde 1901 Dozent für Experimentalphysik und Photographie an der TH Hannover. 1906 wurde er dort Professor für Physik und Vorstand des Physikalischen Instituts.
1924 bis 1934 vertrat Precht die Physik an der Tierärztlichen Hochschule Hannover als Honorarprofessor. Im November 1933 unterzeichnete er das Bekenntnis der deutschen Professoren zu Adolf Hitler.
1935 wurde Precht vorzeitig emeritiert, weil es politische Vorbehalte gegen ihn gab. Zu seinen wissenschaftlichen Gegnern gehörte der Vertreter der "Deutschen Physik" Johannes Stark, der seinetwegen an die RWTH Aachen ging.
Prechts Tochter war die Diplom-Chemikerin und Frauenrechtlerin Gerritje Meldau, Ehefrau des Staubtechnikers und Patentanwalts Robert Meldau.

## Schriften
- Untersuchungen über Kathodenstrahlen, 1897 (=Habilitationsschrift)
- Explosionsgefahr bei Radium. In: Physikalische Zeitschrift. 7. Jahrgang, No. 2 (15. Januar 1906), S. 33–34